# Kiskunfélegyháza–Kunszentmárton-vasútvonal
A Kiskunfélegyháza–Kunszentmárton-vasútvonal a MÁV 146-os számú nem villamosított egyvágányú mellékvonala. A vonal két szakaszban épült meg: 1896-ban készült el a Kecskemét–Lakitelek-vonal, amely Tisza-parti rakodóvágánnyal egészült ki. A folytatása, a Kunszentmárton–Lakitelek-vasútvonal építése 1950. augusztus 10-én kezdődött, a forgalom 1952. május 18-án indult meg. A vasútvonal neve eredetileg Kiskunfélegyháza-Szolnok vasútvonal lett volna
A Lakitelek–Kunszentmárton-vonalszakasz egyike a 2023-ban bezárt vonalszakaszoknak.

## Fekvése
A vonal többnyire nyugat-kelet irányú.
A vasútvonal kiindulási pontja Kiskunfélegyházán van. Itt ágazik ki a 140-es számú Cegléd–Szeged-vasútvonalból. Innen halad Tiszaalpár településen keresztül, majd eléri először Árpádszállás megállóhelyet, majd Lakitelket. Lakitelek állomáson keresztezi a vonal a 145-ös számú Kecskemét–Szolnok-vasútvonalat, mellyel Árpádszállástól párhuzamosan halad. Innen áthalad a Tiszán, Tiszaug-Tiszahídfő megállóhelyre, illetve Tiszaug állomásra. Majd átlépi Bács-Kiskun vármegye és Jász-Nagykun-Szolnok vármegye határát. Innentől már csak állomások következnek: Tiszasas, Csépa és Szelevény állomások. Szelevény és Kunszentmárton között volt a Kunszentmárton-Istvánháza megállóhely. A volt istvánházi megállóhely után először a 44-es, később a 442-es utat keresztezi. Itt csatlakozik nyíltvonali kiágazással a 130-as számú Szolnok–Hódmezővásárhely–Makó-vasútvonalhoz (az egykori deltavágány töltése még látható). Közvetlenül a csatlakozás után a Körös-híd következik, majd a 44-es főút felett halad át a vonat a vasúti felüljárón, és beér Kunszentmárton állomásra.
A vonal menetrendje a Kecskemét–Szolnok-vasútvonallal közös: A vonatok Kiskunfélegyháza–Lakitelek–Kunszentmárton(–Szentes) illetve Szolnok–Lakitelek–Kecskemét útirányokon közlekednek utóbbiak 2014-től S220-as viszonylatszámmal. Lakitelek átszálló állomásra egyszerre futnak be négy irányból.

## Története
Építését az 1896. évi IX. törvénycikk engedélyezte:

„1. § A ministerium a m. kir. államvasutak kecskeméti állomásától a tiszaughi révig, illetve a Tisza partjáig vezetendő h. é. gőzmozdonyu vasutnak az 1880. évi XXXI. és az 1888. évi IV. törvénycikkek értelmében leendő engedélyezésére felhatalmaztatik.

2. § A kereskedelemügyi m. kir. minister az 1. §-ban emlitett vasutvonal engedélyezésének megtörténtéről az 1880. évi XXXI. tc. 1. §-a értelmében az országgyülésnek jelentést teend.

3. § Jelen törvény az országos törvénytárban való megjelenése napján lép életbe s végrehajtásával a kereskedelemügyi és pénzügyi ministerek bizatnak meg.”

– 1896. évi IX. törvénycikk a kecskemét-tiszaughi h. é. vasut engedélyezése tárgyában

A vasút megépültekor Lakitelek állomás neve „Tiszaug” volt, innen a kétvágányos Tiszaug Rév állomásra vezetett tovább a vasút, amely után folyóparti rakodóvágányban végződött. A régi állomásépület ma is látható a hídtól néhány száz méterre a jelenlegi vasúti töltés tövében. A Tisza-híd 1927-1929-es építésekor a folyóparti rakodóvágányokat felszedték, így ennél az állomásnál értek véget a vágányok.
A vasút továbbépítését a Tisza túloldalára már régóta tervezték, de pénzhiány miatt sohasem sikerült. Szentes 1947-ben egy kisvasúti hálózat építését vette tervbe, amely érintette volna a tiszazugi községeket, azonban ez sem valósult meg (bár más kisvasúti vonalakon elkezdődtek a munkák).
A vonal továbbépítése Kunszentmártonig 1950-ben kezdődött meg, állami pénzből. (A Rákosi-rendszer alatt több vasútvonal építését is tervezték, de kevés valósult meg. Volt, amit építés közben hagytak félbe.) A vonal meghosszabbításával elbontották az egész Lakitelek-Tiszaug Rév szakaszt, és a Lakitelek állomástól új nyomvonalat építettek a hídon átvezetve a pályát. Az új Tiszaug állomás a Tisza túlpartjára, a falu közelébe épült, a híd lakiteleki végén viszont megnyílt a régi Tiszaug Rév állomás helyétől kb. 100 méterre Lakitelek felső megállóhely. 1958-ra ez a megállóhely felvette a Tiszaug-Tiszahídfő nevet, majd feltehetően az 1960-as években átkerült a folyó bal partjára, a tiszaugi oldalra.
A Lakitelek–Kunszentmárton-vasútvonal az eredeti tervek szerint egy nagyobb belső vasúti körgyűrű része lett volna. További szakaszai már nem épültek meg: sem a Dunaföldvári hidat bekapcsoló hiányzó Fülöpszállás-Solt, sem a Kunszentmárton-Szarvas szakasz. A vonalvezetést hosszú állomási kitérőkkel, hosszú egyenesekkel 80 km/h sebességűre alakították ki, gyakorlatilag a felépítmény erősebbre cserélésével fővonali forgalomra alkalmassá tehető lett volna. Az állomások 3 vágányosnak épültek, de a földmunkák úgy készültek el, hogy 4 vágányosra bővíthetők legyenek (Kivétel Szelevény, ami csak 2 vágányos kitérő.) Az állomásépületek egységes tervek alapján, szocreál stílusban épültek. Ma már romos állapotba kerültek, amelyekben megszűnt a forgalmi szolgálat.

## Forgalom

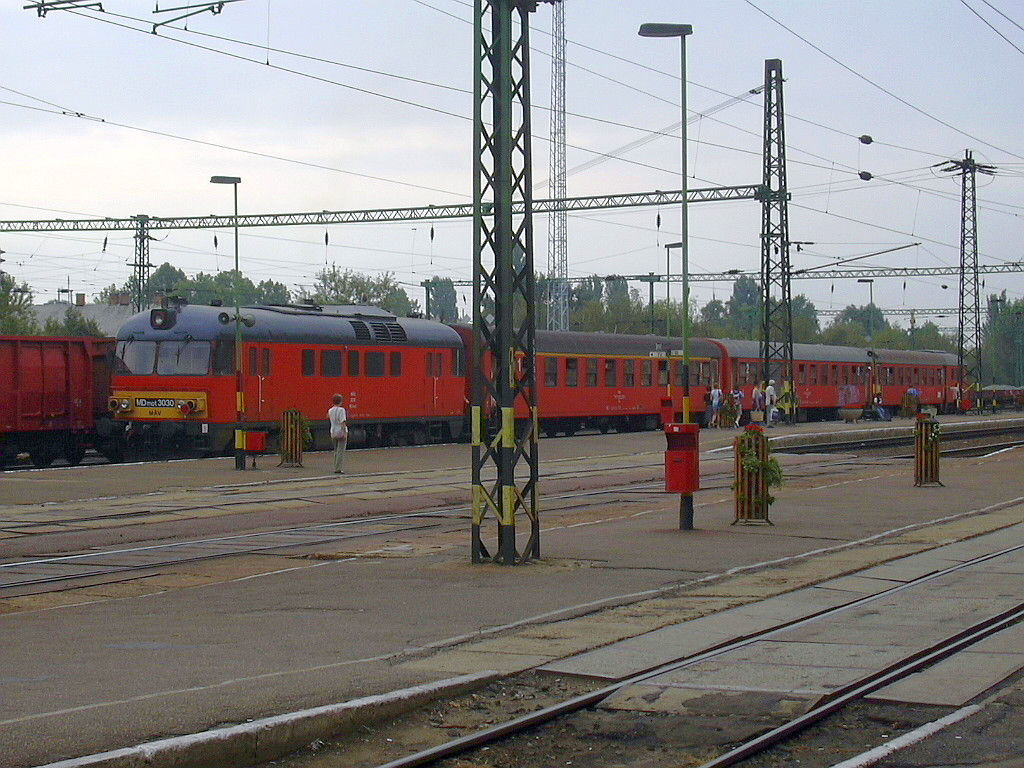
Régebben MDmot motorvonatok is jártak erre. A kép Kecskeméten készült

A vonal forgalma a mellékvonalakhoz képest jónak mondható Kecskemét és Lakitelek között. Lakitelektől Kunszentmártonig csekély a forgalom, mivel erre viszonylag kis lélekszámú települések vannak (Tiszaug, Tiszasas, Csépa, Szelevény), sok helyen a megálló is messze esik a településektől. Szelevény és a vonal végpontja, Kunszentmárton között fekszik Kunszentmárton-Istvánháza megállóhely, amelynél – kis forgalma miatt – utoljára 1998. május 23-án állt meg a vonat menetrend szerint.
A vonal menetrendje a 145-ös vonallal közös: a vonatok Kiskunfélegyháza-Lakitelek-Kunszentmárton(-Szentes), illetve Szolnok-Lakitelek-Kecskemét útirányokon közlekednek, Lakitelek átszálló állomásra egyszerre futnak be négy irányból.

## Pálya
Az 1950 és 1952 között épített Lakitelek-Kunszentmárton szakasz túlnyomórészt 34,5 kg/m és kisebb részt 48 kg/m sínekből és főleg B, TU jelű betonaljakból áll. Az ágyazat váltakozóan zúzottkő, kavics vagy salak. Építése óta mindössze szórványos aljcserék és átépítések történtek (például a Tisza-hídnál). A pálya elöregedése miatt 40 km/h az engedélyezett sebesség az elérhető 60 km/h helyett. A vágányzat túlnyomórészt c rendszerű. A sínek egy része már építéskor is használtan került a vonalba, így találhatóak régi, 1892-1893-as sínszálak is a pályában.
Lakitelek-Tiszaalpár: 34,5 kg/m "c" (az 1980-as évek elején cserélték "i"-ről)
Tiszaalpár-Kiskunfélegyháza 48 kg/m, útátjárókban 54 kg/m (1985-1989 között cserélték "i"-ről) Az aljak változóan talpfák és betonaljak.
Érdekesség, hogy az 1968-as közlekedéspolitikai koncepció nyomán meg akarták szüntetni a Piroska-Lakitelek szakaszt 1978. december 31-i határidővel, de ez nem valósult meg.

## Érdekességek
- Az 1968-as közlekedéspolitikai koncepció a vonalat megszüntetendő kategóriába sorolta a 145-ös vonallal együtt. Később mégis a megmaradása mellett döntöttek. A Lakitelek-Kunszentmárton szakasz ekkor még csak 16 éves volt.
- A tiszaugi híd két oldalánál két rakodóvágány ágazik ki, amelyek hídtól északra érnek véget a Tisza-gáton, a folyóra merőlegesen egymással szemben. Ezeket a Tranzit '86 Varsói Szerződés-hadgyakorlatra építették, melynek során itt keltek át pontonhídon katonai szerelvények a Tiszán. A lakiteleki oldalon a vágányt részben ma is használják iparvágányként (Flaga Hungária iparvágány), a folytatása azonban járhatatlan a kapcsolószerek lopása és a pályahibák miatt. A pontonhíd nyomvonalának helyén 2018-óta épül az M44-es autóút Tisza hídja amelynek átadását 2021-re tervezik.
- A vasútvonal bejárható virtuálisan a Microsoft Train Simulator játékkal is, ha letöltjük az Alföld nevű magyar kiegészítőt hozzá.[4]

## Állomások és megállóhelyek képei

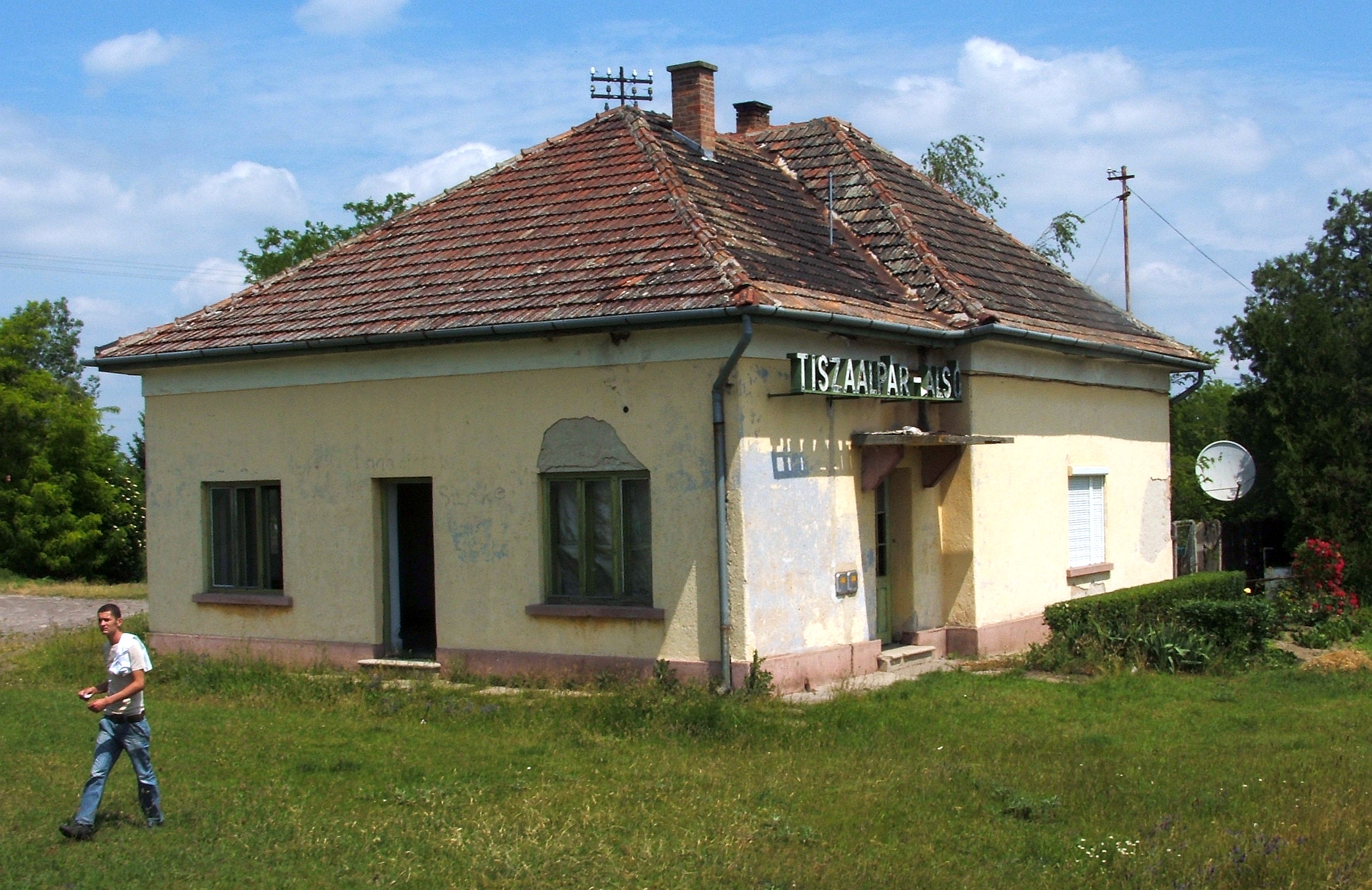
Tiszaalpár alsó megállóhely
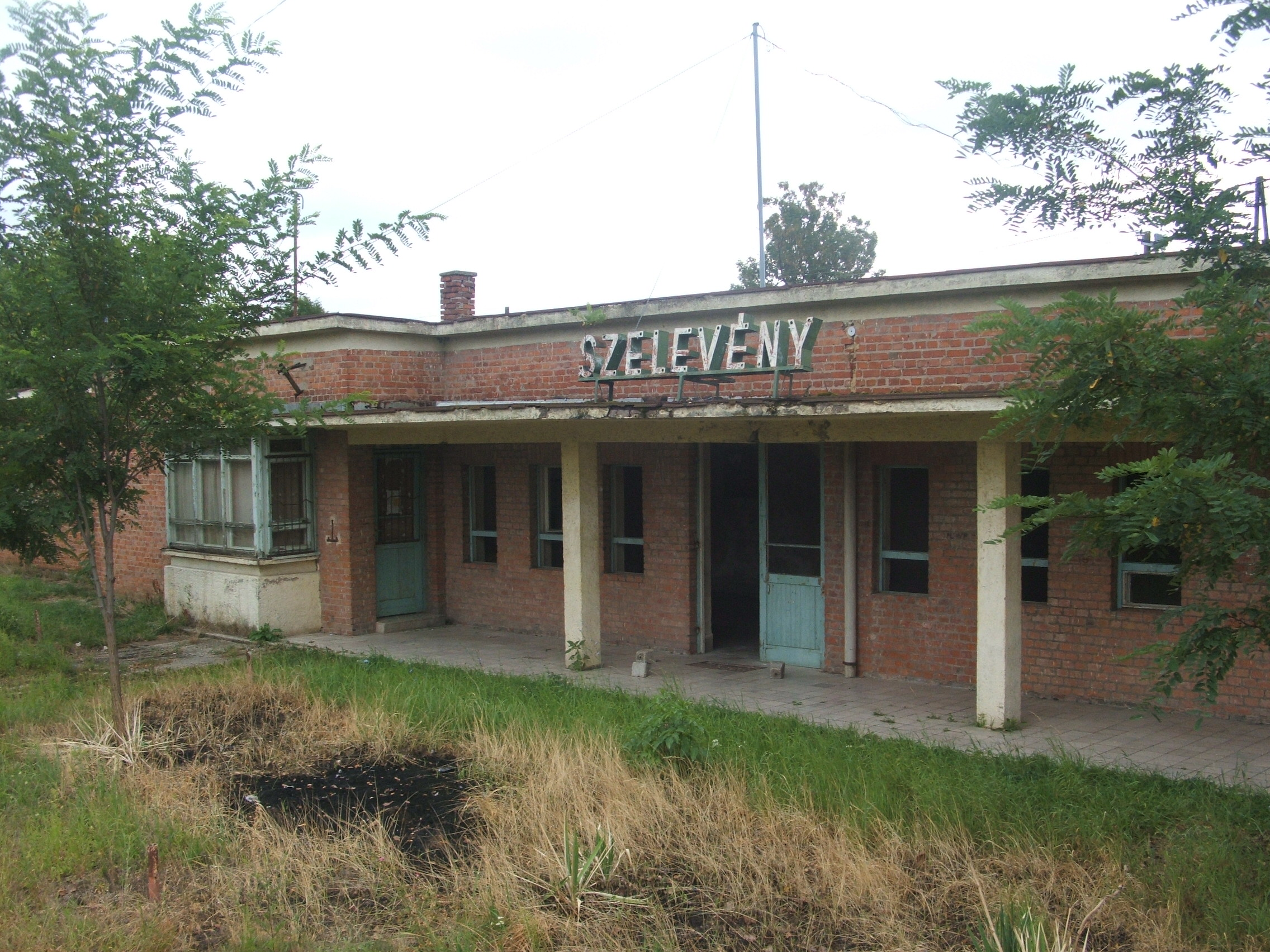
Szelevény vasútállomása
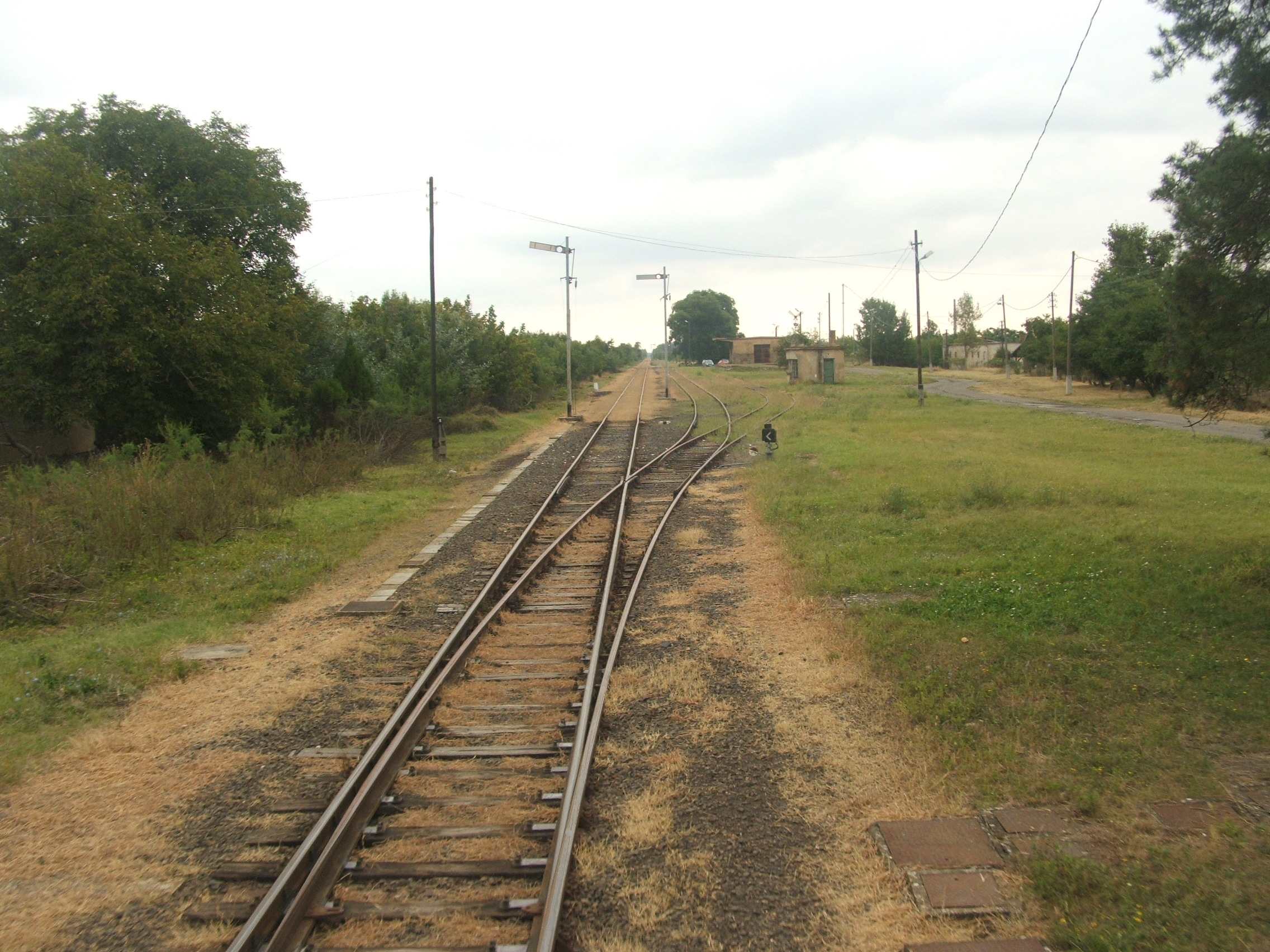
Csépa vasútállomás vágányai Tiszasas felől nézve
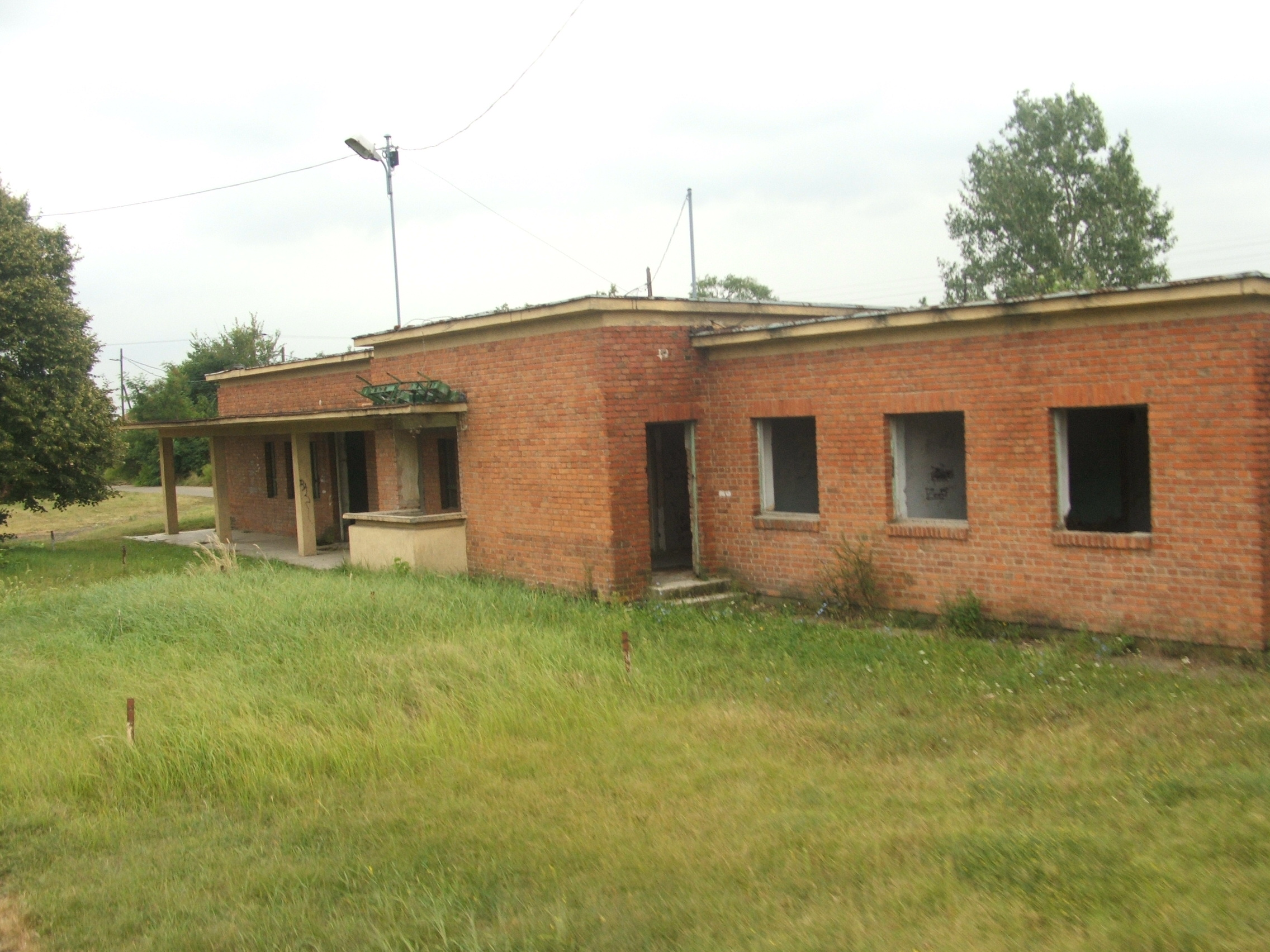
Tiszasas vasútállomása

## Járatok
| Személy (Kiskunfélegyháza ↔ Kunszentmárton ↔ (Szentes))                 | Személy (Kiskunfélegyháza ↔ Kunszentmárton ↔ (Szentes)) | Személy (Kiskunfélegyháza ↔ Kunszentmárton ↔ (Szentes)) |
| Sorszám                                                                 | Megállóhely                                             | Vasúti kapcsolat(ok)                                    |
| ----------------------------------------------------------------------- | ------------------------------------------------------- | ------------------------------------------------------- |
| 1                                                                       | Kiskunfélegyháza végállomás                             | személyvonat, IC, IR                                    |
| 2                                                                       | Petőfiváros                                             |                                                         |
| 3                                                                       | Kismindszenti út                                        |                                                         |
| 4                                                                       | Borsihalom                                              |                                                         |
| 5                                                                       | Tiszaalpár alsó                                         |                                                         |
| 6                                                                       | Tiszaalpár                                              |                                                         |
| 7                                                                       | Tiszaalpár felső                                        |                                                         |
| 8                                                                       | Tőserdő                                                 |                                                         |
| 9                                                                       | Árpádszállás                                            | S220                                                    |
| 10                                                                      | Lakitelek                                               | S220                                                    |
| 11                                                                      | Tiszaug-Tiszahídfő                                      |                                                         |
| 12                                                                      | Tiszaug                                                 |                                                         |
| 13                                                                      | Tiszasas                                                |                                                         |
| 14                                                                      | Csépa                                                   |                                                         |
| 15                                                                      | Szelevény                                               |                                                         |
| 16                                                                      | Kunszentmárton végállomás                               | személyvonat, sebesvonat                                |
| 17                                                                      | Nagytőke                                                | személyvonat, sebesvonat                                |
| 18                                                                      | Szentes végállomás                                      | személyvonat, sebesvonat                                |
| Ezek a járatok Kunszentmártontól Szentesig csak naponta egyszer járnak. |                                                         |                                                         |